# Max-Planck-Institut für Limnologie

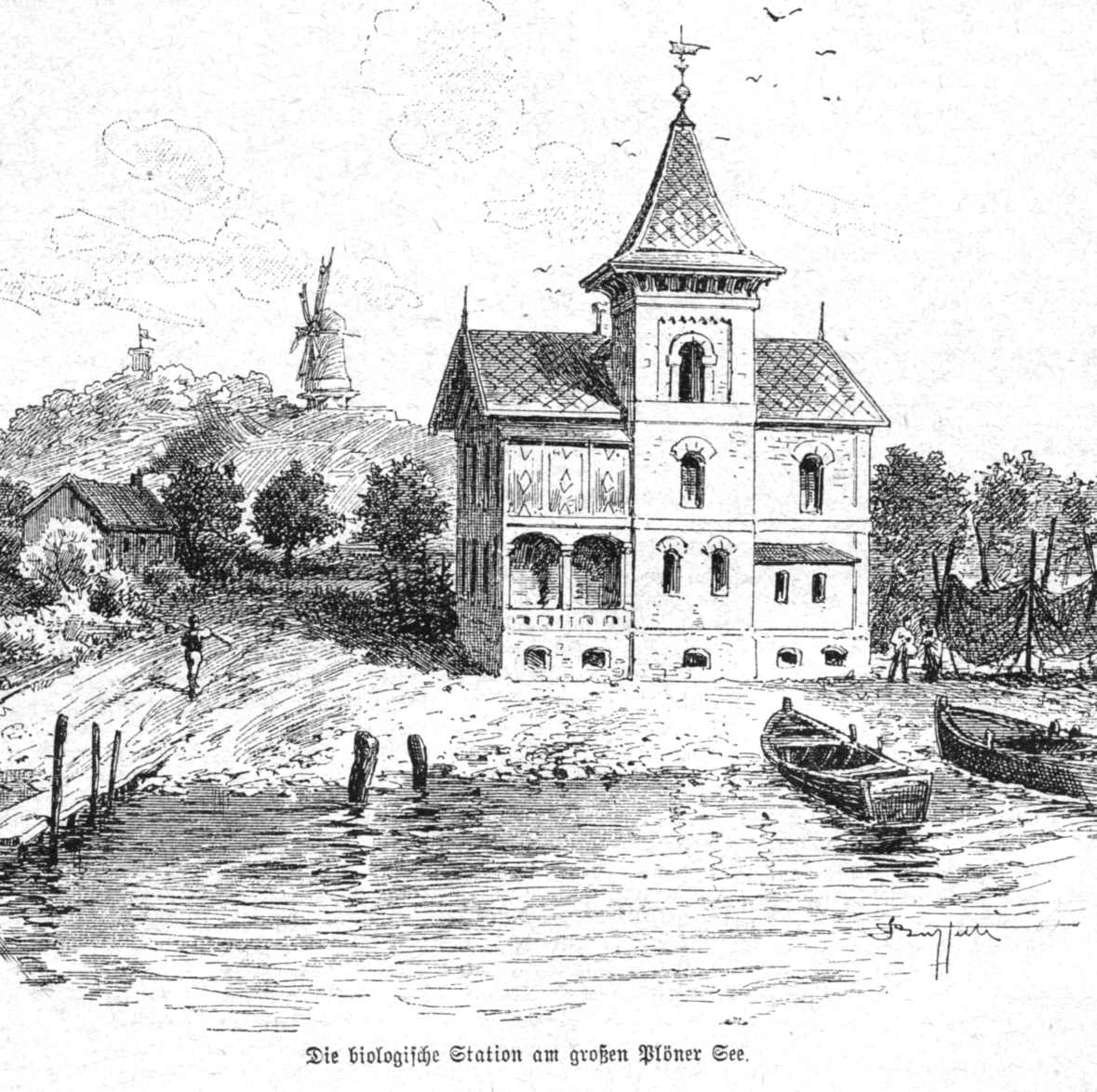
Biologische Station am Großen Plöner See 1891

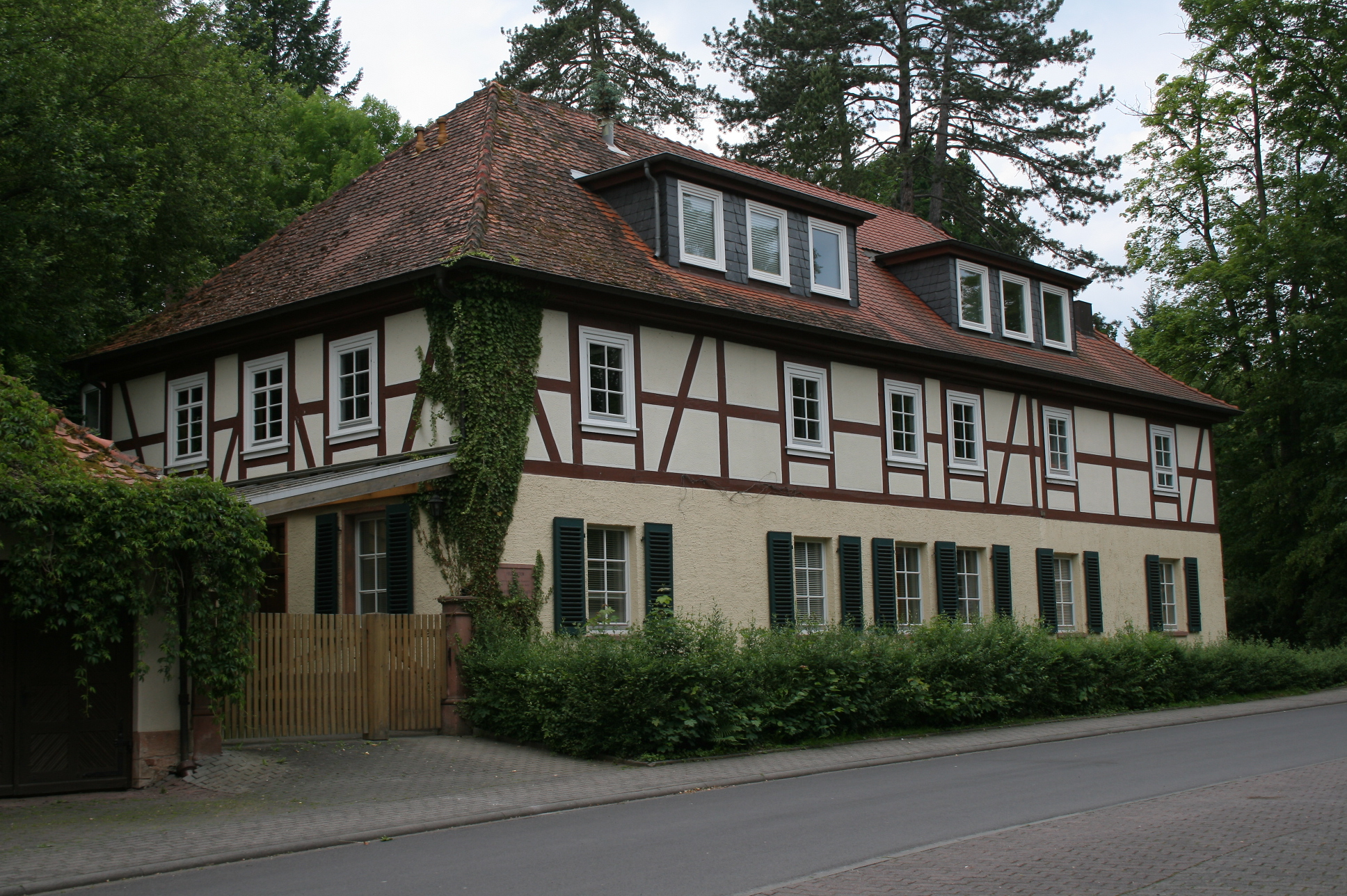
Limnologische Fluss-Station Schlitz

Das Max-Planck-Institut für Limnologie mit Sitz in Plön war ein Max-Planck-Institut zur Erforschung der Ökologie von Binnengewässern (Limnologie).
Das Institut ging zurück auf die 1891 von Emil Otto Zacharias gegründete Biologische Station in Plön, die 1917 von der Kaiser-Wilhelm-Gesellschaft übernommen wurde und den Namen Hydrobiologische Anstalt erhielt. 1948 wurde sie von der Max-Planck-Gesellschaft übernommen und erhielt 1966 ihren späteren Namen.
Das Institut gliederte sich seit den 1990er Jahren in zwei Abteilungen, Evolutionsökologie unter der Leitung von Manfred Milinski und Ökophysiologie unter der Leitung von Winfried Lampert, sowie zwei Arbeitsgruppen, Tropenökologie, geleitet von Wolfgang Junk, und die in Hessen angesiedelte Limnologische Fluss-Station Schlitz, geleitet von Peter Zwick. Die Fluss-Station untersuchte unter anderem seit 1951 den ökologisch-faunistisch wohl am intensivsten erforschten Bach der Welt, den Breitenbach im Naturschutzgebiet Breitecke.
Mit der Pensionierung von Winfried Lampert per 30. September 2006 wurde die 115-jährige Ära hydrobiologisch-limnologischer Forschung in Plön de facto beendet. Das Plöner Institut wurde im April 2007 umbenannt in Max-Planck-Institut für Evolutionsbiologie. Die Fluss-Station in Schlitz wurde per 31. Dezember 2006 aufgelöst.